# RBS-15

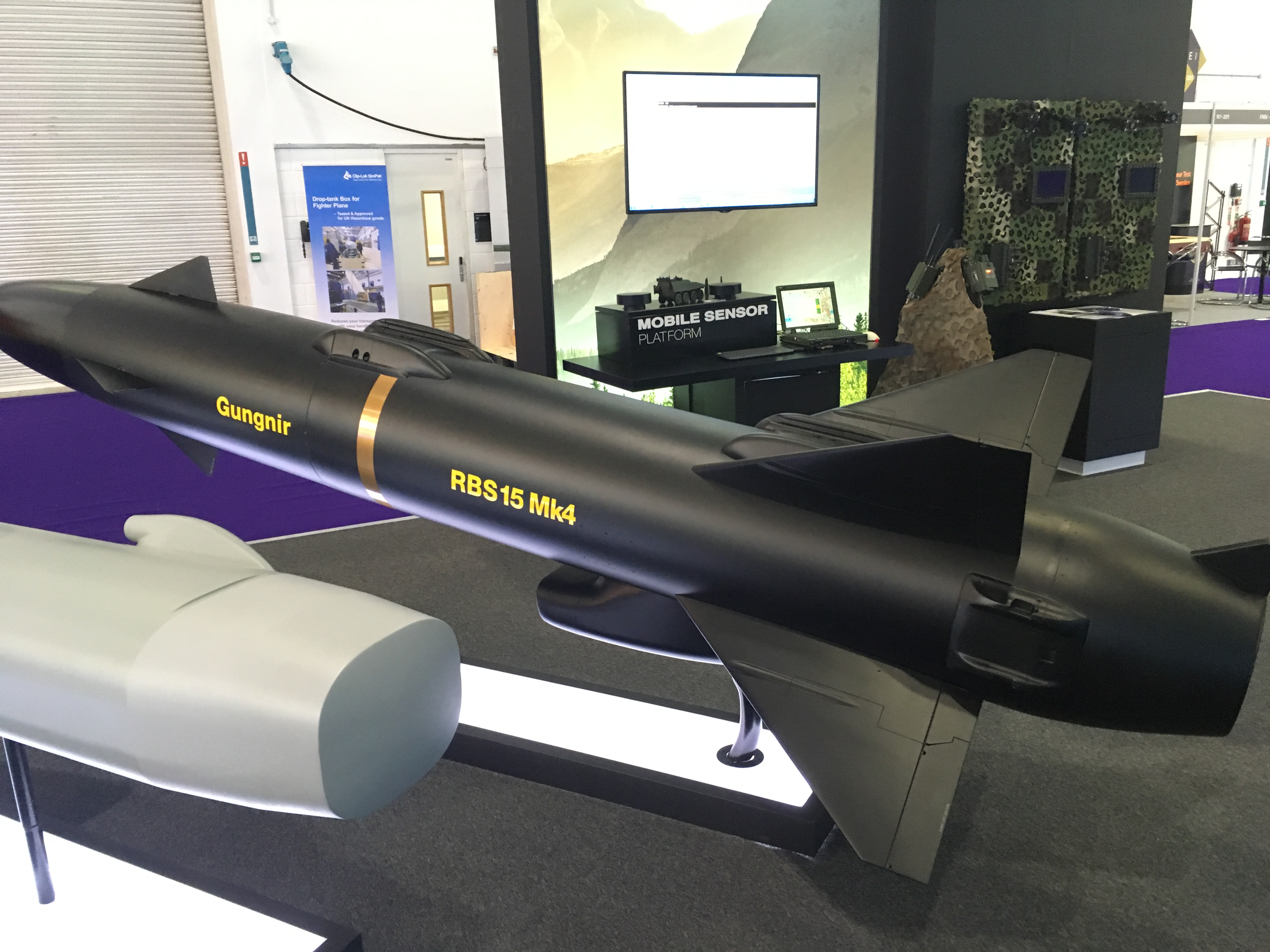
RBS-15 Mk4 на DSEI 2019

RBS-15 (Robotsystem 15) — протикорабельна ракета, розроблена компанією Saab Bofors Dynamics (Швеція) сумісно з Diehl BGT Defence GmbH (Німеччина). Пізніша модифікація ракети Mk3 отримала можливість пуску по наземних цілях.

## Версії

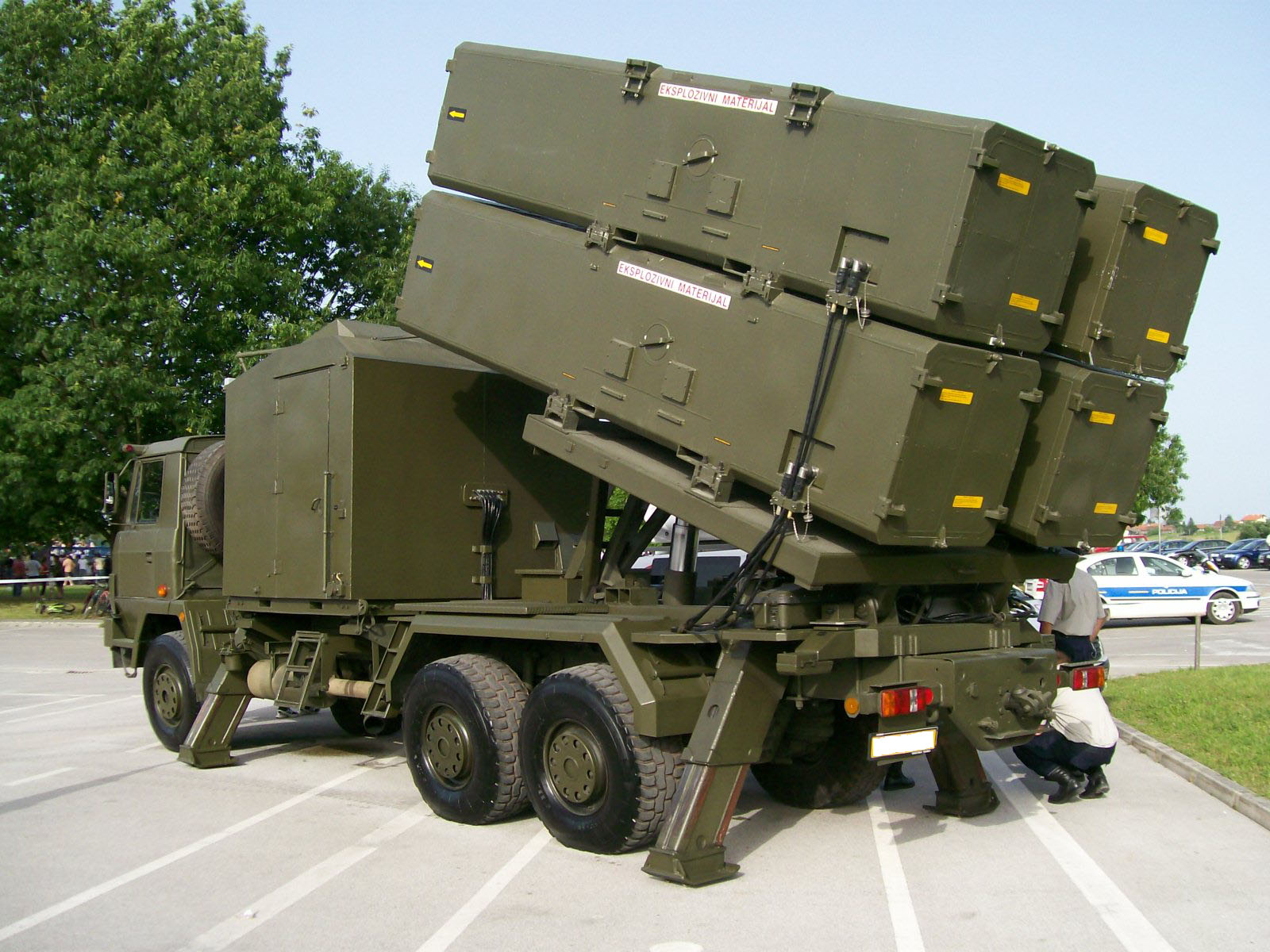
MOL (Хорватія) — пускові контейнери RBS-15 на автомобільній платформі.

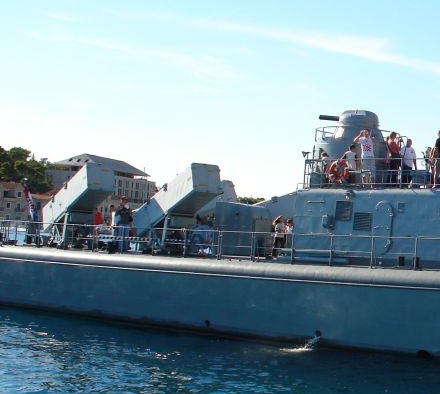
Пускові установки RBS-15 на хорватському бойовому човні 'Kralj Dmitar Zvonimir'

### RBS 15 Mk.I
Оснащений французьким двигуном Microturbo TRI-60 з тягою 3,73 кН (380 к.с.). Дальність керованого польоту 70+ км.

### RBS 15F
RBS-15 Mk.I пристосований до повітряного запуску. Надійшов на службу в 1989 році.

### RBS 15 Mk. II
Дальність керованого польоту 70+ км. Призначений для запуску з кількох різних платформ, таких як наземні пускові установки, літаки та кораблі.

### RBS 15SF
RBS-15 Mk. II версія для Фінляндії. Місцеве позначення MTO 85 (Meritorjuntaohjus 1985).

### RBS-15 Mk3
Протикорабельна ракета RBS15 Mk3 має довжину 4,35 м, діаметр фюзеляжу 0,5 м, розмах крил 1,4 м.
Маса ракети 800 кг, з яких 170 кг — вибухівка. Маса пускового контейнеру становить 800 кг.
Ракета оснащена активною радіолокаційною головкою самонаведення (ГСН), може комплектуватись інфрачервоною ГСН.
На основній ділянці польоту використовується інерціальне наведення з корекцією за сигналами супутникової навігації GPS.
Ініціювання вибухівки здійснюється неконтактним або контактним підривачами.
Дальність керованого польоту RBS15 Mk3 перевищує 200 км.
Ракетами даного типу оснащуються кораблі класу корвет, засоби берегової оборони тощо.
Однак, як недолік слід вказати використання в RBS15 Mk3 сигналів супутникової навігації GPS, для пригнічення яких можуть ставитись активні завади.

### RBS-15 Mk4 Gungnir[2]
Нова розробка компанії, що активно просувається на світовий ринок озброєнь. Зокрема, інформація про неї була представлена у вересні 2019 р. на виставці озброєнь DSEI. RBS-15 Mk4 Gungnir має дальність пуску понад 300 км та захист GPS-каналу наведення від активних завад.